# Amédée Grab
Amédée Grab, O.S.B., nacido como Antoine-Marie Grab (Zúrich, Suiza, 3 de febrero de 1930-Roveredo, Suiza,  19 de mayo de 2019) fue un obispo católico suizo.

## Biografía
Antoine-Marie Grab pasó su infancia en el distrito de Grottes (Ginebra) con sus tres hermanos. Su madre, Germaine, trabajaba de taquígrafa en la Oficina Internacional del Trabajo,  mientras que su padre, Joseph, era contable. Desde muy joven quiso ser sacerdote y, a los once años aproximadamente, ingresó a la escuela de Saint-Louis en Ginebra. En 1947, dejó a su familia para trasladarse a la abadía de Einsiedeln, donde realizó el bachillerato en alemán en 1949. Un año después, entró en la orden benedictina y tomó el nombre de Amédée. Tras estudiar teología y filosofía, fue ordenado sacerdote en 1954. Desde entonces, enseñó en el colegio de la abadía y posteriormente en el Collegio Papio (1958-1978) en Ascona (Ticino). Hasta 1983, enseñó nuevamente en el colegio de la Abadía de Einsiedeln.
Entre 1983 y 1987 fue secretario de la Conferencia Episcopal Suiza (CES) en Friburgo. En febrero de 1987 fue nombrado obispo auxiliar de Ginebra, nombramiento que suscitó protestas en la ciudad de Ginebra. Su función consistía, entre otras cosas, en ser el vínculo entre el obispo de la diócesis (Lausana, Ginebra y Friburgo) y el Consejo Ejecutivo o, en el caso de Ginebra, el consejo pastoral del obispo. En 1995, fue nombrado obispo de la diócesis para reemplazar a monseñor Pierre Mamie, que había alcanzado el límite de edad.
En 1998, sucedió al obispo Henri Salina, ex abad de la Abadía territorial de San Mauricio, al frente de la conferencia de obispos suizos. A finales de 2006, dejó la presidencia de la conferencia de obispos suizos, al concluir su tercer mandato.
Tras los problemas habidos entre el obispo de Coira, monseñor Wolfgang Haas, y sus diocesanos, especialmente los de Zúrich, monseñor Grab fue nombrado obispo de esta diócesis en 1998.
El 22 de febrero de 2001, el obispo Grab inició la fase diocesana de la investigación de la causa de canonización de Toni Zweifel.
A los 75 años, como lo exige el Código de Derecho Canónico de 1983, el arzobispo Grab renunció a su cargo. Pero no fue aceptado hasta dos años después, siendo nombrado durante medio año administrador apostólico. Después de nueve años a la cabeza de la diócesis, Grab fue sustituido por el obispo Vitus Huonder, obispo en Einsiedeln el 8 de septiembre de 2007. La ceremonia de entrega del cargo de la diócesis tuvo lugar en la capilla episcopal, el 16 de septiembre de ese año.